# Euophrys littoralis
Euophrys littoralis es una especie de araña saltarina del género Euophrys, familia Salticidae. Fue descrita científicamente por Soyer en 1959.
Habita en Francia.